# Гребля Ататюрка
Гребля Ататюрка (тур. Atatürk Barajı), спочатку гребля тур. Karababa — гребля на річці Євфрат на межі провінцій Адияман  і Шанлиурфа в Південно-східній Анатолії, Туреччина. Збудована як для вироблення електроенергії та для зрошення рівнини Харран вода відводиться через тунельну мережу Урфи й іррігаційний канал Шанлурфи;, гребля була перейменована на честь Мустафи Кемаля Ататюрка (1881-1938), засновника Турецької Республіки. Будівництво почалося в 1983 році і було завершено в 1990 році. Гребля та гідроелектростанція, вступили в дію по заповненню водосховища у 1992 році, знаходяться у веденні державних гідротехнічних споруд (DSI). Водосховище створено греблею, називається озеро греблі Ататюрка (тур. Atatürk Baraj Gölü), є третім за величиною в Туреччині.
Гребля знаходиться у 23 км від Бозова, на державній автостраді D.875, що прямує від Бозова до Адияман. Найпотужніша ГЕС з 22 гребель на річках Євфрат і Тигр розроблено у рамках Проекту розвитку Південно-Східної Анатолії (тур. Güneydoğu Anadolu Projesi, GAP)), і є однією з найбільших гребель світу.
Гребля має 169 м заввишки і 1820 м завдовжки. ГЕС має загальну встановлену потужністю 2400 МВт і генерує 8900 ГВт · год електроенергії на рік Загальна вартість греблі проекту склала близько US $ 1,25 млрд.
Гребля була зображена на зворотньому боці банкноти мільйона турецьких лір 1995-2005 і нової банкноти одна ліра 2005-2009 рр

## ГЕС
Гребля ГЕС Ататюрка є найбільшою з 19 електростанцій GAP проекту. ГЕС має вісім радіально-осьових турбін і генераторів по 300 МВт, що були поставлені Sulzer Escher Wyss і AABB Asea Brown Boveri відповідно. Монтаж турбін і генераторів здійснено німецькою компанією NOELL (сьогодні NOELL DSD). Перші два енергоблоки стали до ладу у 1992, в повному обсязі стала до ладу у грудні 1993 року. ГЕС може генерувати 8900 ГВт-год електроенергії на рік Її потужність становить близько однієї третини від загальної ємності GAP проекту
У періоди низького попиту на електроенергію, тільки одна з восьми одиниць ГЕС знаходиться в роботі, а в періоди високого попиту, всі вісім одиниць в експлуатації. Таким чином, залежно від потреби в енергії та стану об'єднаної системи, кількість води, щоб бути витрачена ГЕС може варіюватися від 200 до 2000 м³/с за один день.

## Зрошення
Майже 4760 км² орних земель у Шанлиурфа - Харану і Мардін - Вираншехир на рівнини Харран у верхній Месопотамії на початок ХХІ сторіччя зрошуються через самопливні канали  Шанлиурфа, що складається з двох паралельних тунелів, кожен має 26,4 км завдовжки і 7,62 м у діаметрі.. Витрата води через тунелі становить близько 328 м³/с, що складає одну третину від загальнорічного стоку Євфрату Тунелі є найбільшими в світі, з точки зору довжини і швидкості потоку, побудованого для зрошення. Перший тунель було завершено у 1995 році, а інший у 1996 році. Планується збільшити площу зрошувальних земель з 406000 га до 882 000 га. В середині 2000-х перекидання води через тунелі використали для створення ГЕС Шанлиурфа.
Проекти меліорації:
- Іригаційний канал Шанлиурфи (тунель Урфи);
- Зрошення рівнини Шанлиурфи - Харану (більше 140 тис. га);
- проект Мардін - Джейланпінар (зрошення рівнини Мардин - Джейланпінар - Вераншер з водосховища Ататюрк);
- Проект Сіверек - Хильван (зрошення понад 160 тис. га рівнини Сіверек - Хильван - Вераншер з водосховища Ататюрк);
- Іригаційний проект Бозова (зрошення району Шанлиурфа - Бозова з водосховища Ататюрк)

## Ресурси Інтернету
- GAP official website [Архівовано 1 травня 2012 у Wayback Machine.]